# セバーン川 (オンタリオ州北部)
セバーン川 (セバーンがわ、Severn River) は、カナダのオンタリオ州北西部にある川。
水源はディア湖で、そこから北東へ流れ、サンディ湖、セバーン湖などを通過してハドソン湾へ注ぐ。ディア湖へ注ぐブラックバーチ川の水源からの長さは982km、流域面積は102,800km²で、流域の一部はマニトバ州にも広がる。
ファースト・ネーションのコミュニティ、サンディレイク、ベアスキンレイク、フォートセバーンがセバーン川沿いにある。これらは元は毛皮交易時代に作られた交易所である。河口部にあるフォートセバーンは1689年にハドソン湾会社により作られた。